# 2000어 선언
2000어 선언(二千語宣言, 체코어: Dva tisíce slov)은 1968년 체코슬로바키아의 개혁 운동인 프라하의 봄을 상징하는 문서 중 하나이다. 1968년 4월에 선언된 행동 강령이 체코슬로바키아 공산당에 의한 개혁의 지침이라면, 2000어 선언은 시민 사회 측에서 개혁에 대한 지지 · 기대의 표명이었다. 루드비크 바출리크가 작성하였다.

## 배경
1968년 6월 하순부터 체코슬로바키아 영토에서 실시된 바르샤바 조약 기구군의 합동 군사 훈련에 의한 군사 개입 가능성이 체코슬로바키아 국민들 사이에서 소문이 났다. 또한 알렉산데르 둡체크 체코슬로바키아 공산당 제1서기와 당 간부들은 소련 등의 압력으로 인해 개혁의 가능성이 농후했다. 몇 명의 지식인이 바출리크에 둡체크 지도부와 개혁에 대한지지를 표명하는 동시에 타국으로부터의 압력에 굴하지 않는 태도를 표명하는 선언을 기초하도록 요청했다.